# طائرات المريخ

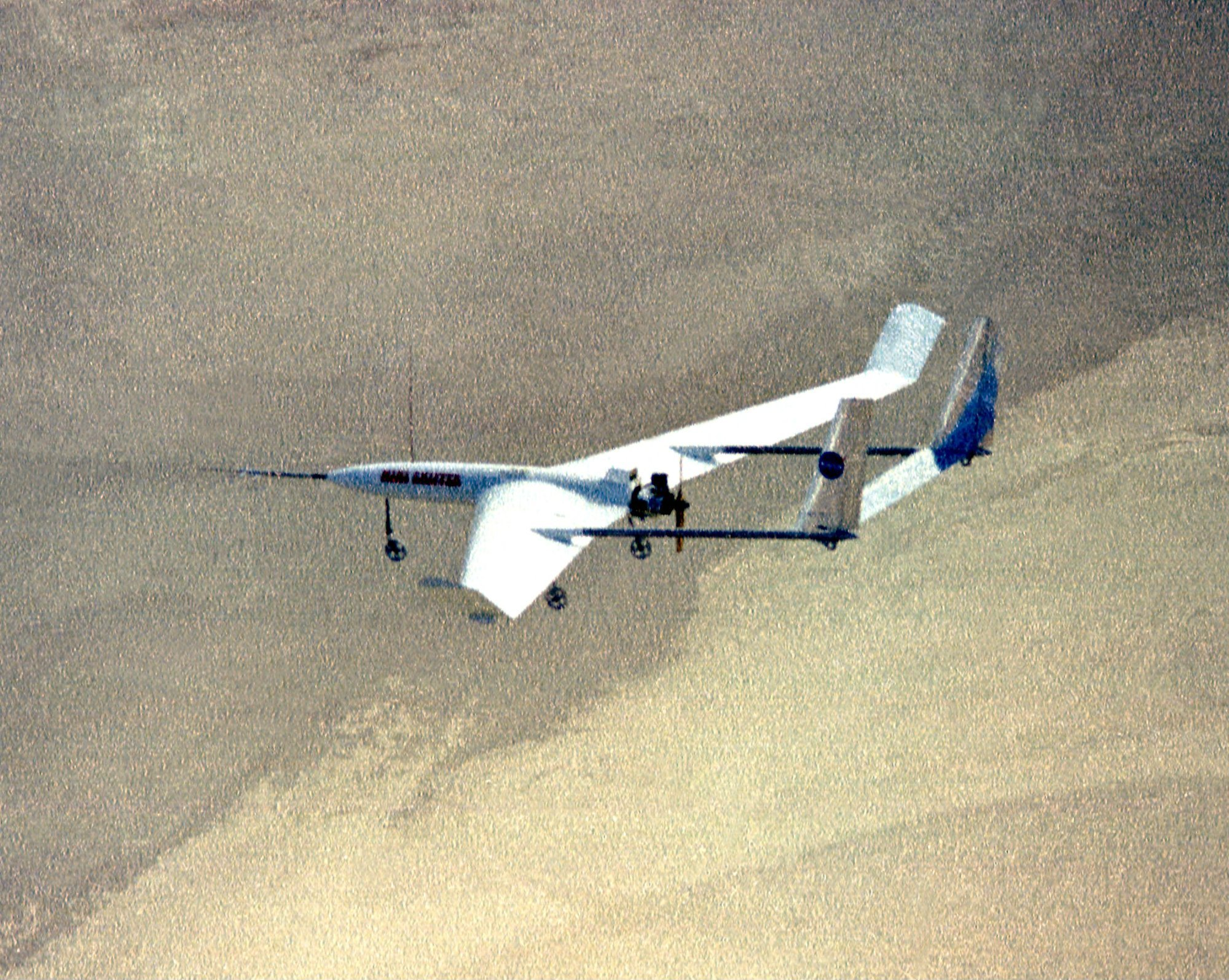
ظهر هذه الصورة جهاز Mini- Sniffer الثاني وهو يخضع لاختبار الطيران فوق بحيرة Rogers Dry Lake في إدواردز، كاليفورنيا. كان هذا الإصدار من Mini- Sniffer يفتقر إلى الكذبة الموجودة في الإصدار الأصلي وتمت إضافة أطراف الجناح وأذرع الذيل. كانت Mini- Sniffer عبارة عن مركبة تعمل بالمروحة يتم التحكم فيها عن بعد وتم تطويرها في مركز أبحاث الطيران التابع لناسا (والذي أصبح مركز درايدن لأبحاث الطيران، إدواردز، كاليفورنيا، في عام 1976) كمنصة محتملة لأخذ عينات من الغلاف الجوي العلوي بحثا عن التلوث. كانت المركبة، التي طارت من عام 1975 إلى عام 1977، واحدة من أولى المحاولات التي قامت بها وكالة ناسا لتطوير طائرة يمكنها استشعار الاضطرابات الجوية وقياس الملوثات الجوية الطبيعية والتي ينتجها الإنسان على ارتفاعات تزيد عن 80 ألف قدم باستخدام مروحة ذات حمولة متغيرة لم تكن قادرة على الطيران أبدا. تم اختباره. تم بناء ثلاث مركبات Mini- Sniffer. كانت مركبة Mini- Sniffer رقم 1 ذات أجنحة مجنحة يبلغ طولها 18 قدما وأضلاعا على مقدمتها. قامت ب 12 رحلة بالمحرك الذي يعمل بالغاز على ارتفاعات منخفضة تبلغ حوالي 2500 قدم. تم بعد ذلك تعديل السيارة رقم 1 إلى الإصدار رقم 2 عن طريق إزالة الأجنحة ودفات الجناح وإضافة أطراف الجناح وأذرع الذيل. تم إجراء عشرين رحلة بهذا الإصدار حتى ارتفاعات 20000 قدم. كان للمركبة رقم 3 جسم أطول وأخف وزنا، وكانت تعمل بمحرك هيدرازين لا يتنفس الهواء صممه مركز جونسون للفضاء التابع لناسا في هيوستن، تكساس. تم تصميم هذا الإصدار ليطير بحمولة 25 رطلا إلى ارتفاع 70 ألف قدم لمدة ساعة واحدة أو للصعود إلى 90 ألف قدم ثم الانزلاق للخلف. قامت الطائرة Mini- Sniffer رقم 3 برحلة واحدة إلى ارتفاع 20000 قدم ولم تحلق مرة أخرى بسبب مشكلة تسرب الهيدرازين. استخدمت جميع الإصدارات الثلاث مراوح دافعة لتحرير منطقة الأنف لحمولة أخذ عينات من الغلاف الجوي. في أوقات مختلفة، تم التفكير في استخدام Mini- Sniffer لاستكشاف الغلاف الجوي لثاني أكسيد الكربون لكوكب المريخ، حيث تقلل الجاذبية (38 بالمائة من الجاذبية الأرضية) من القدرة الحصانية اللازمة للطيران

طائرة المريخ هي مركبة قادرة على الطيران باستخدام محركات في غلاف المريخ الجوي. حتى الآن، تُعد مروحية إنجينويتي الطائرة الوحيدة التي حلقت على المريخ في 6 رحلات حتى الآن. قامت بأول رحلة في 19 أبريل 2021، بينما كانت متمركزةً على سطح المريخ. في السابق، دُرست إمكانية إطلاق طائرات تجريبية، مثل طائرة ميني سنفر بين عامي 1975 و1982، لدراسة الغلاف الجوي للمريخ، ولكن لم يُطلق أي منها. قد توفر الطائرات قياسات للغلاف الجوي للمريخ، ورصد إضافي لمناطق ممتدة. الهدف طويل المدى هو تطوير طائرات مريخية مأهولة.
بالمقارنة مع الأرض، يتمتع المريخ بهواء رقيق (بضغط أقل من 1% من ضغط هواء الأرض عند مستوى سطح البحر). مع ذلك، فإن جاذبية المريخ أضعف بكثير من جاذبية الأرض (أقل من 40% من جاذبية الأرض). هواء المريخ، الذي يتكون في الغالب من ثاني أكسيد الكربون، أكثر كثافة من هواء الأرض بنسبة تزيد عن 50% عند توحيد الضغط.

## نظرة تاريخية
قبل بدء استكشاف المريخ بالمركبات الفضائية، اشتبه العلماء أن كثافة غلاف المريخ الجوي أعلى مما تم قياسه لاحقًا، ما دفع المهندسين إلى الاعتقاد بأن الطيران المجنح سيكون أسهل بكثير مما هو عليه في الواقع. في مفهوم «مشروع المريخ»، اقترح فيرنر فون براون استخدام مركبات مجنحة للهبوب بالبشر على سطح المريخ.
في أوائل ستينات القرن العشرين، تعاقدت ناسا مع شركة فرود/فيلكو ايرونترونيك لبناء أول مركبة هبوط مريخية مفصلة، التي كانت تصميمًا لمركبة رفع؛ قُدر في ذلك الوقت أن كثافة غلاف المريخ الجوي أعلى بكثير مما اكتُشف لاحقًا باستخدام مركبة مارينر 4 في يوليو 1965. تمتعت المركبة بجسم رفع على شكل حوض ذي جنيحات، وكانت واحدة من أولى التصاميم التفصيلية لمركبة هبوط مريخية على الرغم من أنها لم تكن قادرة على الطيران وفقًا للقياسات الجديدة لظروف غلاف المريخ الجوي. اعتمد تصميم مركبة ايرونترونيك على تقدير مفاده أن غلاف المريخ الجوي يتكون في الغالب من النيتروجين بنسبة 10% مقارنةً بغلاف الأرض الجوي.
شهد شهر يوليو عام 1965 تحولًا من مركبات الرفع والطائرة الشراعية المجنحة إلى مركبات الهبوط الباليستية.
في سبعينات القرن العشرين، صُنعت عدة إصدارات من طائرة ميني سنفر حتى تتمكن من العمل في جميع البيئات الغنية بثاني أكسيد الكربون. صُممت طائرة ميني سنفر للعمل بدون أكسجين باستخدام الهيدرازين، واعتبر التصميم مناسبًا لجمع عينات من غلاف المريخ الجوي. تمتعت الطائرة بمروحة كبيرة لتعمل بفعالية في الهواء الرقيق، وانطلقت العديد من الرحلات الجوية التجريبية بتشكيلات مختلفة بين عامي 1975 و1982.
في سبعينات القرن العشرين، اقتُرح استخدام مركبة مجنحة لتغطية مساحة أكبر من المساحة التي ستغطيها مركبتي فايكنج الثابتتين. اقترحت ناسا في تسعينات القرن العشرين إرسال طائرة لتحلق على المريخ في ذكرى رحلة الأخوان رايت الأولى، كان ذلك في عصر برنامج المهمات «الأسرع والأفضل والأرخص». اختيرت طائرة آريس المريخية كمرشح لبرنامج مارس سكاوت، لكنها لم تُطلق.
في عام 2015، دُرس تصميم مركبة مريخية طائرة على غرار مهمة ميلوس اليابانية. شمل أحد التصميمات المبكرة مركبةً يبلغ عرض جناحيها 1.2 متر، بكتلة 2.1 كيلوجرام. أثناء مرحلة نزول المركبة السطحية، كان من المقرر إطلاق الطائرة على ارتفاع 5 كيلومترات لتحلق لمدة 4 دقائق، قاطعةً مسافة 25 كيلومتر.
في 19 أبريل 2021، أصبحت مروحية إنجينويتي التابعة لناسا أول طائرة مريخية ذات محركات مُتحكم بها. هبطت في الأصل على المريخ على متن الجزء السفلي لمركبة بيرسيفيرانس الجوالة.